# Алея Героїв Приірпіння
Алея Героїв Приірпіння — алея на вулиці Котляревського міста Ірпінь. Відкрита 17 жовтня 2015 року на честь місцевих воїнів, котрі загинули під час новітньої Російсько-української війни.
Знаходиться напроти парку дерев'яних скульптур, з протилежного боку вулиці Котляревського.
Головною скульптурою алеї є Дерево Духу — виготовлене з металу, воно наскрізь понівечене кулями, уламками мін та зарядів, але міцно тримає листочки, символізуючи силу та незламність українських воїнів. На гілках дерева — металеві пластинки-листочки із прізвищами загиблих воїнів АТО. В центрі алеї височіє колона з янголом.

## Галерея

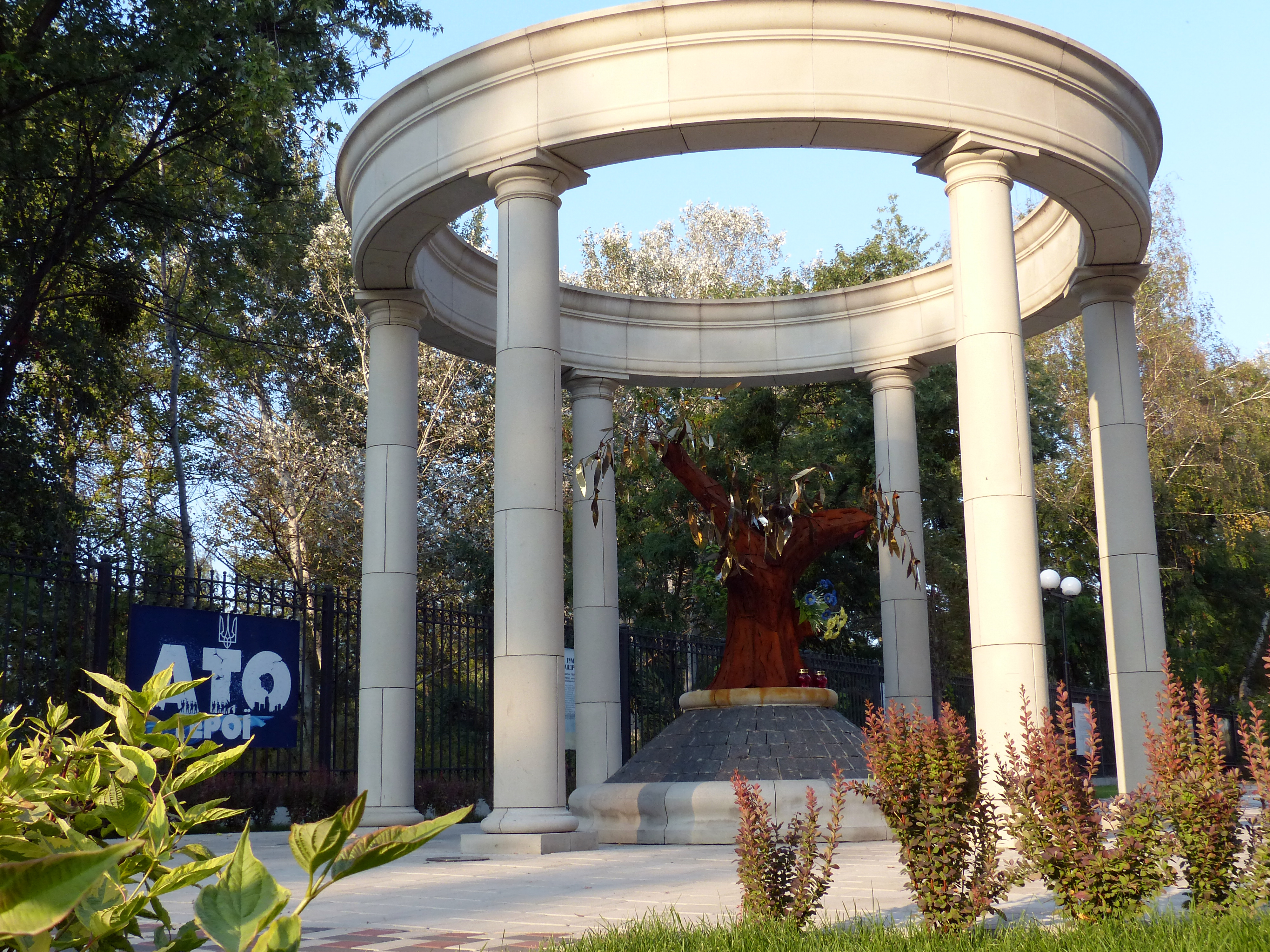
Алея Героїв
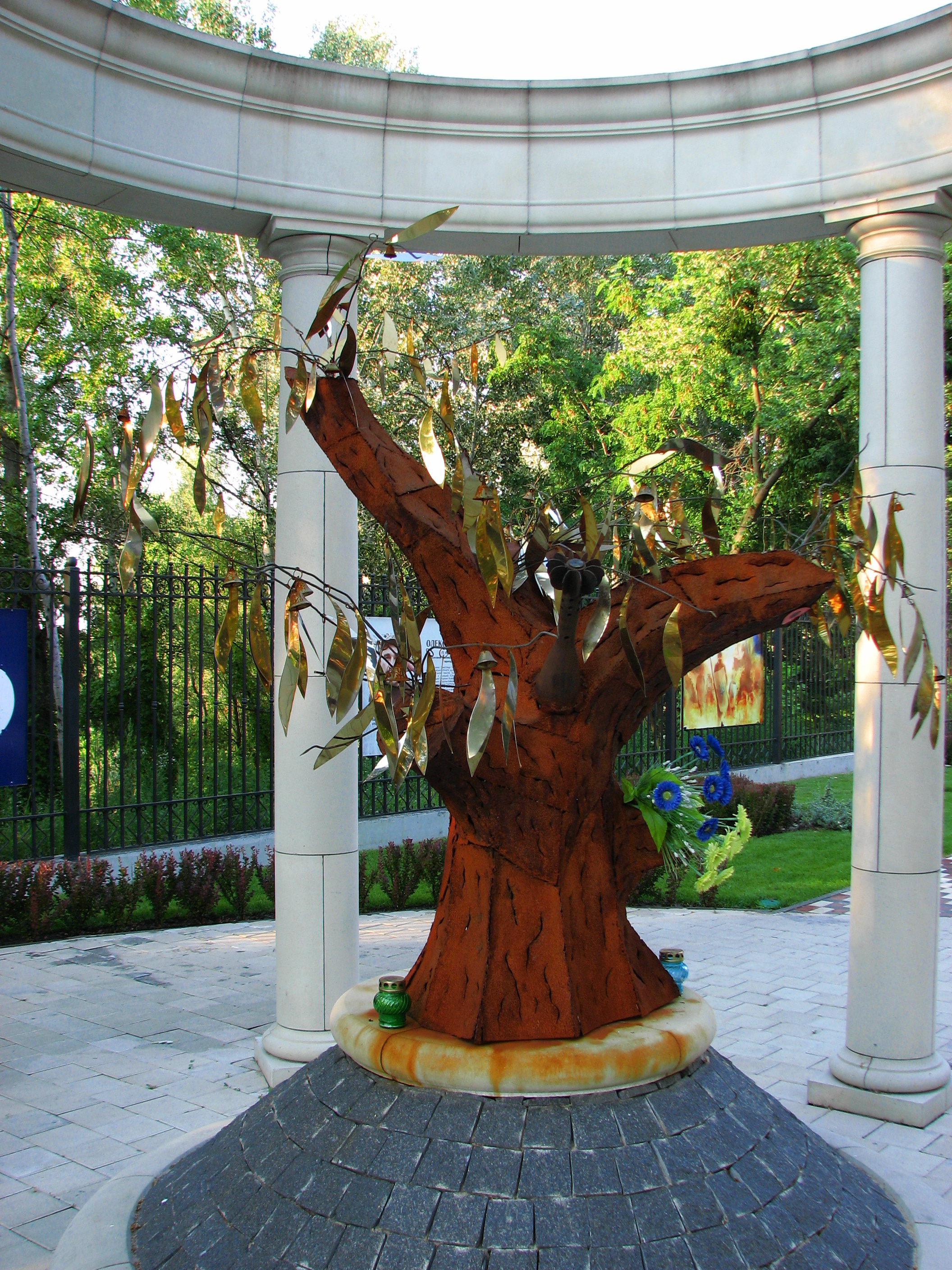
Символічне дерево